# Stewart Glenister
Pour les articles homonymes, voir Glenister.
Stewart Glenister (né le 12 octobre 1988 à Fort Knox) est un nageur américain représentant les couleurs des Samoa américaines en natation. Il est né de parents samoan américains

## Biographie
Stewart Glenister participe aux Jeux olympiques d'été de 2008 à Pékin où il participe au 50 mètres nage libre. Il se retrouve dans la série 4 au couloir 4 et remporte sa série en 25 secondes 45 mais il ne se qualifie pas, finissant au 71e rang.